# Thongdy Sounthonevichit
Dr Thongdy Sounthonevichit (laot. ທອງດີ ສຸນທອນວິຈິດ; ur. 1905, zm. 1968) – laotański kompozytor, autor utworu Pheng Xat Lao, który od 1947 roku jest narodowym hymnem Laosu.
Twórczość Sounthonevichita wykazuje wpływy muzyki francuskiej. Jednym z utworów jego autorstwa była piosenka pt. Pheng Xat Lao (pl. Hymn Ludzi Laosu), napisana w 1941 roku. Od 1947 roku jest ona hymnem narodowym. Po przejęciu władzy w kraju w 1975 roku przez komunistów, słowa hymnu zmieniono (ich autorem został Sisana Sisane), lecz muzyka pozostała.